# Erica peziza
Erica peziza är en ljungväxtart som beskrevs av Conrad Loddiges. Erica peziza ingår i släktet klockljungssläktet, och familjen ljungväxter. Inga underarter finns listade i Catalogue of Life.